# Liste der politischen Parteien in Botswana
Gemäß dem seit der Unabhängigkeit 1966 gültigen politischen System Botswanas ist Botswana eine Republik im Direktorialsystem.
Obwohl Botswana ein Mehrparteiensystem hat, stellt die Botswana Democratic Party bisher alle Regierungschefs, die gleichzeitig Präsidenten des Landes sind.

## Aktuelle Parteien in der Nationalversammlung
Die gesetzgebende Kammer Botswanas ist die Nationalversammlung (National Assembly), in der seit den Wahlen 2014 folgende Parteien vertreten sind:
- Botswana Democratic Party (BDP)
- Umbrella for Democratic Change (UDC)
- Botswana Congress Party (BCP)

## Ehemalige Parteien in der Nationalversammlung
- Botswana National Front (BNF)
- Botswana People’s Party (BPP)
- Botswana Independence Party (BIP)
- Botswana Congress Party (BCP)
- Botswana Alliance Movement (BAM)

## Weitere Parteien in Botswana
Folgende Parteien haben an Wahlen zur Nationalversammlung teilgenommen
- MELS Movement of Botswana
- New Democratic Front

Sowie die bereits aufgelösten Parteien:
- Botswana Workers Front
- United Democratic Front